# Eve and the Handyman
Eve and the Handyman és una pel·lícula de comèdia estatunidenca de 1961 escrita i dirigida per Russ Meyer. La pel·lícula és protagonitzada per Eve Meyer i Anthony-James Ryan. La pel·lícula va ser estrenada el 5 de maig de 1961 per Pad-Ram Enterprises.
Va ser la continuació de Meyer a The Immoral Mr. Teas, que havia tingut molt d'èxit.

## Argument
L'Eve va vestida amb un impermeable llarg i segueix l'home de mà mentre fa les seves rondes. Ella mira com ell té situacions humorístiques mentre neteja els lavabos, porta ferralla a l'abocador, neteja finestres, lliura un arbre, s'enfila amb pals i segueix sent un cavaller mentre intenta ajudar una autoestopista en topless. Però per què el mira amb tanta atenció?

## Repartiment
- Eve Meyer com a Eva
- Anthony-James Ryan com a The Handyman
- Frank Bolger
- Iris Bristol

## Producció
La protagonista femenina, Eve Meyer, era l'esposa de Russ Meyer. Va ser l'única pel·lícula seva que va protagonitzar tot i que va estar molt involucrada darrere de les escenes en la majoria de les seves primeres pel·lícules. Es va fer la seva pròpia perruqueria i maquillatge i cuinava per la tripulació. "Mai vaig treballar tan dur a la meva vida", va dir més tard.
El protagonista masculí de la pel·lícula, Anthony-James Ryan, va ser la mà dreta de Russ Meyer. La pel·lícula es va rodar a San Francisco durant un mes el 1960. Ryan va recordar que l'Eve va escriure el guió, ni tan sols era un guió, només una llista d'idees. Amb això havíem de treballar. Vaig improvisar algunes de les coses." Ryan també va col·laborar en la producció.
Meyer diu que hi havia un equip de quatre persones: Russ Myer, el seu assistent, Eve Meyer i Ryan.
Ryan va conèixer la seva futura dona, Jacqueline Stevens, mentre feia la pel·lícula. Va interpretar una model nua.

## Recepció
Segons Ebert, la pel·lícula va recaptar gairebé un milió de dòlars.
Ebert també va escriure: "Una de les escenes més interessants de la pel·lícula té l'Eve ballant amb un vestit escotat mentre juga a una màquina de pinball: el ritme i el tall suggereixen relacions sexuals, i l'escena té un bon equilibri entre erotisme i humor. El tema del canvi de Meyer -la dona desitjable que és rebutjada per l'home indesitjable- apareix a Eve en una escena d'autostop. Incapaç d'aixecar-se, Eve es treu una roba rere l'altra, tot i que sense èxit."